# فلفل سفید
فلفل سفید و (سیاه) درختچه‌ای بالا رونده‌ای است که به حالت خودرو و وحشی در مناطق مختلف هند می‌روید. 
گل‌های آن سفید و به صورت سنبله و میوه آن گرد و کوچکتر از نخود، ابتدا به رنگ سبز و پس از رسیدن به رنگ قرمز تیره در می‌آید و به شکل خوشه‌ای از ساقه آویزان می‌شود. 

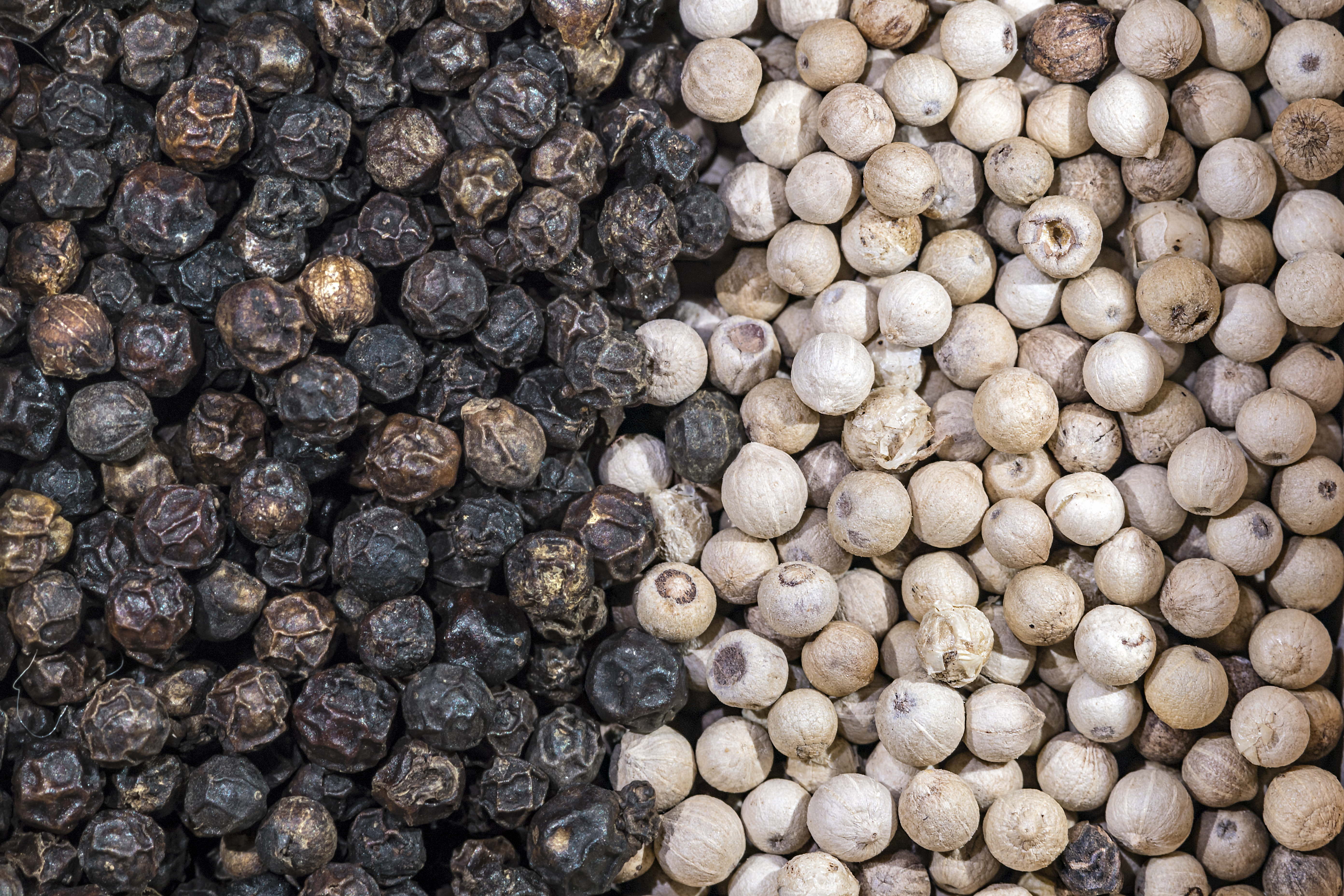

برای به دست آوردن فلفل سفید، دانه‌ها هنگام برداشت باید کاملاً رسیده و به رنگ کبود متمایل به قرمز تیره باشند. دانه‌ها را در آب قرار می‌دهند تا خیس بخورند. سپس تنها مغز دانه‌ها باقی می‌مانند که در جریان خشک شدن رنگ سفید متمایل به زرد پیدا می‌کنند.

## خواص دارویی
فلفل سفید از گیاهان دارویی بسیار قدیم جهان است و دارای طبع گرم و خشک می‌باشد.
رقیق‌کنندهٔ خون، ضدبلغم، ضدنفخ و ضدسرفه است.
از فلفل سفید برای تسکین درد دندان، قطره قطره آمدن ادرار، تقویت کبد، تنگی نفس، تقویت حافظه، مسمومیت و تقویت معده نیز استفاده می‌کنند.
۱. 
۲. تقويت كننده معده و بادشکن می‌باشد.
۳. زیاده‌روی در خوردن فلفل باعث ایجاد افزایش ترشحات معده می‌گردد.
۴. کسانی که ناراحتی معده دارند در خوردن آن افراط نکنند.
۵. گرد آن باعث فرار حشرات می‌گردد و برای جلوگیری از بیدزدگی لباس در میان لباس‌ها بپاشند.
۶. فلفل مقوی حافظه و اعصاب می‌باشد.
۷. مسکن دردهای عصبی است.
۸. جهت رفع رطوبت دماغ و معده فلفل با مویز جویده و میل شود.
۹. جهت فلج و بی‌حسی اعضای بدن با روغن فلفل ماساژ دهند.
۱۰. فلفل خون غلیظ را سبک می‌کند.
۱۱. کسانی که جذام دارند از فلفل در برنامه غذایی خود استفاده کنند.
۱۲. جهت رفع سفیدک ناخن ضماد فلفل بگذارند.
۱۳. جهت رویاندن موی گری فلفل را با آب پیاز و نمک مخلوط کرده به محل ریخته شده مو بمالند.
۱۴. کسی که تریاک خورده است تا زمان رساندن به پزشک به او جوشانده فلفل بدهید تا استفراغ کند.
۱۵. جهت عقرب گزیده تا رساندن به پزشک مانند شماره ۱۴ استفاده کنند.
۱۶. اسراف در خوردن فلفل باعث تاریکی چشم می‌شود.
۱۷. مصرف زیاد فلفل برای بیماری‌های دستگاه گوارش، مجاری ادرار، سل، بواسیر، سودا، کلیه، جگر و کسانی که کم‌خونی دارند مفید نمی‌باشد.
۱۸. جهت موخوره فلفل سفید را با پیاز و نمک مخلوط نموده بمالند.
۱۹. جهت تسکین درد رماتیسم فلفل سیاه را با روغن زیتون مخلوط نموده بمالند.
۲۰. 
۲۱. جهت درمان سنگ در مجاری ادرار از دمکرده برگ فلفل استفاده شود.
۲۲. جهت رویاندن ناخن که در اثر چرک انگشت از بین رفته باشد فلفل را با حنا مخلوط کرده به صورت ضماد بگذارند.
۲۳. جهت رفع بلغم و بلغم لزج فلفل و مویز میل شود.
۲۴. جهت ساکت کردن درد دندان یک حبه قند را در یک قاشق فلزی قرار داده با آتش آن را ذوب کنند سپس کمی فلفل اضافه نموده در حفره دندان کرم خورده بریزند درد آن ساکت شده و از کرم خوردگی دندان جلوگیری می‌کند.
۲۵. جهت درمان خنازیر به صورت ضماد بگذارند.
۲۶. کسانی که ورم پروستات دارند در خوردن فلفل زیاده‌روی نکنند.
۲۷. کسانی که تصلب شرائین دارند و سکته مغزی کرده‌اند نباید فلفل زیاد استفاده کنند.
۲۸. بیماران سوزاک و سیفیلیس و کسانی که ناراحتی مجاری ادرار دارند از خوردن فلفل سیاه خودداری کنند.
۲۹. زنان حامله‌ای که عفونت مجاری ادرار دارند از خوردن فلفل سیاه خودداری کنند.

## مضرات
- استعمال خارجی فلفل سفید در زنان باردار موجب سقط جنین می‌گردد.
- افراد مبتلا به بواسیر، زخم معده، گلودرد و خارش‌های جلدی مجاز به مصرف فلفل سفید نمی‌باشند.
- زیاده روی و مصرف بی‌رویه فلفل سفید موجب سردرد، خارش پوستی می‌شود.